# Мірошниченко Юрій Романович
Юрій Рамазанович Мірошниченко (рос. Юрий Рамазанович Мирошниченко; нар. 3 лютого 1970, Тосно) — український політик, громадський діяч, науковець, правозахисник. Член ЦВК України з 2019 року. З 2018 року знаходиться під російськими санкціями за свою проукраїнську позицію.[джерело?].
Центральна виборча комісія - Постановою Верховної Ради України № 182-IX з 4 жовтня 2019 року призначений на посаду члена Центральної виборчої комісії.
Народний депутат України з травня 2006 року (Верховна Рада України V-VIII скликань);
Верховна Рада України VIII скликання – член Комітету з питань законодавчого забезпечення правоохоронної діяльності, голова підкомітету з питань реформування пенітенціарної системи, діяльності органів виконання покарань та пробації (грудень 2014 року – серпень 2019 року);
Верховна Рада України VII скликання – заступник Голови Комітету у закордонних справах (грудень 2012 року – листопад 2014 року);
Верховна Рада України VI скликання – член Комітету з питань правової політики, голова підкомітету з питань організації та діяльності органів юстиції, нотаріату, адвокатських об’єднань та надання правової допомоги громадянам  (грудень 2007 року – грудень 2012 року);
Верховна Рада України V скликання – член Комітету з питань правосуддя, голова підкомітету з питань процесуального законодавства (травень 2006 року – грудень 2007 року).

## Життєпис
Дитячі та шкільні роки:
Народився 3 лютого 1970 у с. Лісіно-Корпус, Тосненський район, Ленінградська область.
Коріння Юрія Мірошниченка по лінії матері походять з кубанських козаків, а по лінії батька – з давнього черкеського (адигського) роду Кулових.
У 1977-1981 роках навчався у середній школі с. Калевала (Карелія).
У 1981-1987  роках навчався у Новгород-Сіверській школі-інтернаті імені К.Д. Ушинського (Чернігівська обл.), яку закінчив із золотою медаллю.
Політик зізнається, що саме навчання у школі-інтернаті загартувало його на все життя.
Здобуття вищої освіти та наукова діяльність:
Прийняття важливих системних рішень Юрієм Мірошниченком завжди засноване на ґрунтовній теоретичній базі, що дозволяє уникати помилок і бачити розвиток ситуації наперед. Послідовність і прогнозованість стали невід’ємними професійними якостями політика.[ненейтрально]
1987-1988 та 1989-1990 – навчався у Ніжинському педагогічному інституті на факультеті іноземних мов;
1990-1994 – навчався у Київському університеті імені Тараса Шевченка на факультеті іноземних мов;
2001 – закінчив з червоним дипломом юридичний факультет Академії праці та соціальних відносин (м. Київ);
2004 – здобув кваліфікацію магістра державного управління у Національній академії державного управління при Президентові України, (м. Київ);
2006 – захистив кандидатську дисертацію на тему «Демократичні механізми підготовки і прийняття державно-політичних рішень» (Інститут держави і права ім. Корецького Національної академії наук України), кандидат політичних наук за спеціальністю «Політичні інститути і процеси»;
27 листопада 2012 року відбувся публічний захист дисертації Юрія Мірошниченка на здобуття наукового ступеня доктора юридичних наук. Тема дисертаційної роботи – «Конституційно-правове забезпечення народовладдя в Україні (теоретичний та практичний аспекти)»;
28 березня 2013 року рішенням Атестаційної колегії Міністерства освіти і науки, молоді та спорту України присуджено науковий ступінь доктора юридичних наук зі спеціальності «Конституційне право; муніципальне право»;
25 лютого 2016 року рішенням Атестаційної колегії Міністерства освіти і науки України Юрію Мірошниченку присвоєно вчене звання доцента кафедри історії та теорії держави і права.
26 червня 2019 року рішенням Атестаційної колегії Міністерства освіти і науки України Юрію Мірошниченку присвоєно вчене звання професора кафедри конституційного права, історії та теорії держави і права.

## Громадська діяльність
Працюючи на керівних посадах у бізнес-структурах, Юрій Мірошниченко почав  усвідомлювати необхідність становлення інститутів громадянського суспільства як найважливішої передумови цивілізованого розвитку ринкової економіки. Він стає співзасновником ряду громадських організацій, найбільш впливовою з яких стало Всеукраїнське громадське об’єднання «НОВА ГЕНЕРАЦІЯ». Лише за кілька років команда успішних представників нового покоління змогла реалізувати навчально-освітні проєкти загальнонаціонального масштабу: Всеукраїнська школа політика нової генерації (2001-2005) та Всеукраїнська школа молодіжних лідерів (2003-2007). Навчання в обох школах базувалося на основі сучасних методик організаційно-діяльнісних  ігор, що дозволяє готувати справжніх фахівців і лідерів для розбудови України. [ненейтрально]

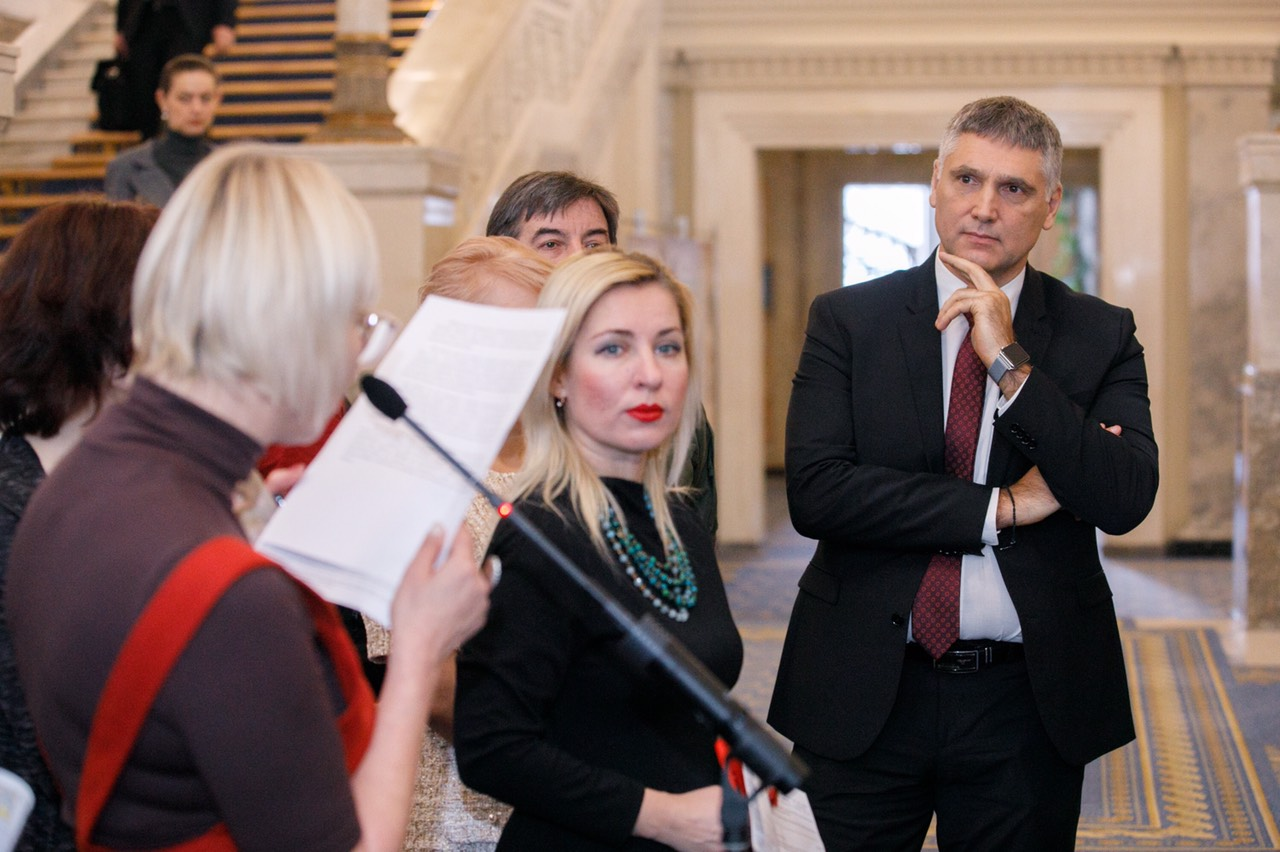
Юрій Мірошниченко взяв участь в офіційному відкритті артакції #критичнедовічне - кампанії з підтримки законодавчої ініціативи про надання права на перегляд покарання у вигляді довічного позбавлення волі, організованої громадською організацією "Союз"Золотий вік України".

Основні етапи громадської діяльності Юрія Мірошниченка:
1998 – 2007 – засновник і президент Всеукраїнського громадського об’єднання «НОВА ГЕНЕРАЦІЯ»;
1999-2006  – член громадської колегії Державного комітету з питань регуляторної політики і підприємництва;
2000-2005 – член, голова правління Регіонального екологічного центру РЕЦ-Київ;
2001 – 2005 – ректор Всеукраїнської школи політика нової генерації;
2003 – 2007 – ректор Всеукраїнської школи молодіжних лідерів;
2003-2006 – заступник голови Національної ради молодіжних організацій України;
З 2005 року – президент Центру ефективного управління (на громадських засадах з квітня 2006 року).

## Політична кар'єра
1997 – 1998 – кандидат у народні депутати України в одномандатному виборчому окрузі в Чернігівській області;
1999 – балотувався на посаду мера Києва;
1999-2004 – засновник і голова політичної партії «Нова генерація України»;
2000 – кандидат у народні депутати України в одномандатному виборчому окрузі № 130 в Миколаївській області;
2002 – кандидат в народні депутати України від партії «Нова генерація України» (№1 у виборчому списку);
2004-2005 – член президії, заступник голови партії «Трудова Україна» (голова – Сергій Тігіпко);
У 2004 році – член виборчої команди кандидата в Президенти України Віктора Януковича;
З 2005 року по квітень 2014 року – член Партії регіонів;
У 2006, 2007 та 2012 роках обирається народним депутатом Верховної Ради п’ятого, шостого та сьомого скликань за виборчим списком Партії регіонів;
2010-2014  – Представник Президента України у Верховній Раді України;
У 2014 році обраний народним депутатом України за виборчим списком новоствореної політичної партії «Опозиційний блок»;
З 2014 року – голова Партії розвитку України;
З грудня 2014 р. – голова підкомітету з питань реформування пенітенціарної системи, діяльності органів виконання покарань та пробації парламентського комітету з питань законодавчого забезпечення правоохоронної діяльності.
Кандидат у народні депутати від партії «Опозиційна платформа — За життя» на парламентських виборах 2019 року, № 41 у списку.
Будучи вже народними депутатом чотирьох скликань Верховної Ради Юрій Мірошниченко є автором кількох сотень законопроєктів. Ініціатором створення та успішної роботи багатьох міжфракційних об’єднань, тимчасових та постійних робочих груп.
В парламенті восьмого скликання (з листопада 2014 року) Юрій Мірошниченко ініціював створення та є співголовою постійно діючої міжвідомчої робочої групи з пенітенціарної реформи, утвореної на базі парламентського комітету з питань законодавчого забезпечення правоохоронної діяльності та Міністерства юстиції. Зазначена робоча працює на основі механізмів повного циклу публічної політики, а до участі в її роботі долучаються крім представників парламенту та органів виконавчої влади, науковці, експерти, адвокати, правозахисники, лідери громадських організацій, представники офісів Європейського Союзу та Ради Європи в Україні, інших міжнародних організацій. Основним результатом діяльності робочої групи є підготовлені та узгоджені законопроєкти з пенітенціарної реформи.
Юрій Мірошниченко виступив ініціатором створення Національної платформи «Україна дружня до аутизму», яка є комунікативним майданчиком для представників органів державної влади та громадянського суспільства, покликаним об’єднати зусилля усіх зацікавлених сторін для вирішення питань дітей і дорослих з розладами аутичного спектру.
З 2019 року - член Центральної виборчої комісії.

## Парламентська діяльність

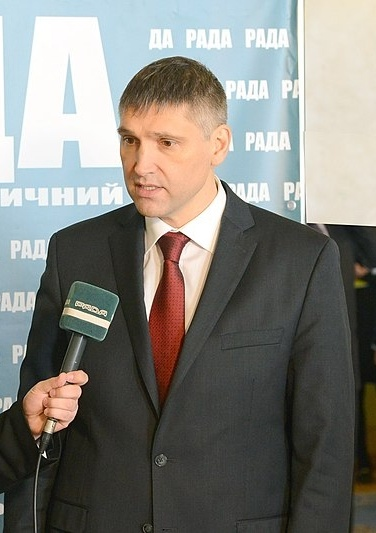

Член Постійної делегації Верховної Ради України у Парламентській асамблеї ЄС - Східні сусіди (ПА ЕВРОНЕСТ).
Грудень 2014 - 2018 -  Голова підкомітету з питань реформування  пенітенціарної системи, діяльності органів виконання покарань та пробації Комітету Верховної Ради України з питань законодавчого забезпечення правоохоронної діяльності.
16 січня  2014 року голосував в підтримку диктаторських законів. 
Заступник співголови групи Верховної Ради України з міжпарламентських зв’язків з Ісламською Республікою Афганістан.

Липень 2013 року — Юрій Мірошниченко відвідав з лекцією про  європейську інтеграцію України Український дослідницький інститут Гарварду  Harvard Ukrainian Research Institute). 
Лютий 2011 та 2012 — Юрій Мірошниченко в складі делегації українських політиків є почесним гостем Національного молитовного сніданку з президентом Бараком Обамою у Вашингтоні. 

З грудня 2012 року обіймає посаду заступника голови  Комітету Верховної Ради України у закордонних справах. У Верховній Раді України VII скликання політик займає посаду співголови груп дружби між  Верховною Радою України та парламентами ФРН та  Республікою Сінгапур.

## Наукова кар'єра
25 лютого 2016 року рішенням Атестаційної колегії Міністерства освіти і науки України Юрію Мірошниченку присвоєно вчене звання доцента кафедри історії та теорії держави і права;
28 березня 2013 року рішенням Атестаційної колегії Міністерства освіти і науки, молоді та спорту України присуджено науковий ступінь доктора юридичних наук зі спеціальності «Конституційне право; муніципальне право»;
27 листопада 2012 року відбувся публічний захист дисертації Юрія Мірошниченка на здобуття наукового ступеня доктора юридичних наук. Тема дисертаційної роботи – «Конституційно-правове забезпечення народовладдя в Україні (теоретичний та практичний аспекти)»;
27 листопада 2012 р. під час засідання Спеціальної вченої  ради Інституту законодавства Верховної Ради України відбувся публічний захист докторської дисертації Юрія Мірошниченка на тему "Конституційно-правове забезпечення народовладдя в Україні (теоретичний та практичний аспекти)";
У 2006 р. захистив кандидатську дисертацію на тему «Демократичні механізми підготовки і прийняття державно-політичних рішень» (Інститут держави і права ім. Корецького Національної академії наук України), кандидат політичних наук за спеціальністю «Політичні інститути і процеси».

## Нагороди
Почесна грамота Кабінету Міністрів України (2002);
Почесна грамота Верховної Ради України (2003).
У 2011 році Юрій Мірошниченко був удостоєний звання «Заслужений юрист України».